# Provinz Logroño

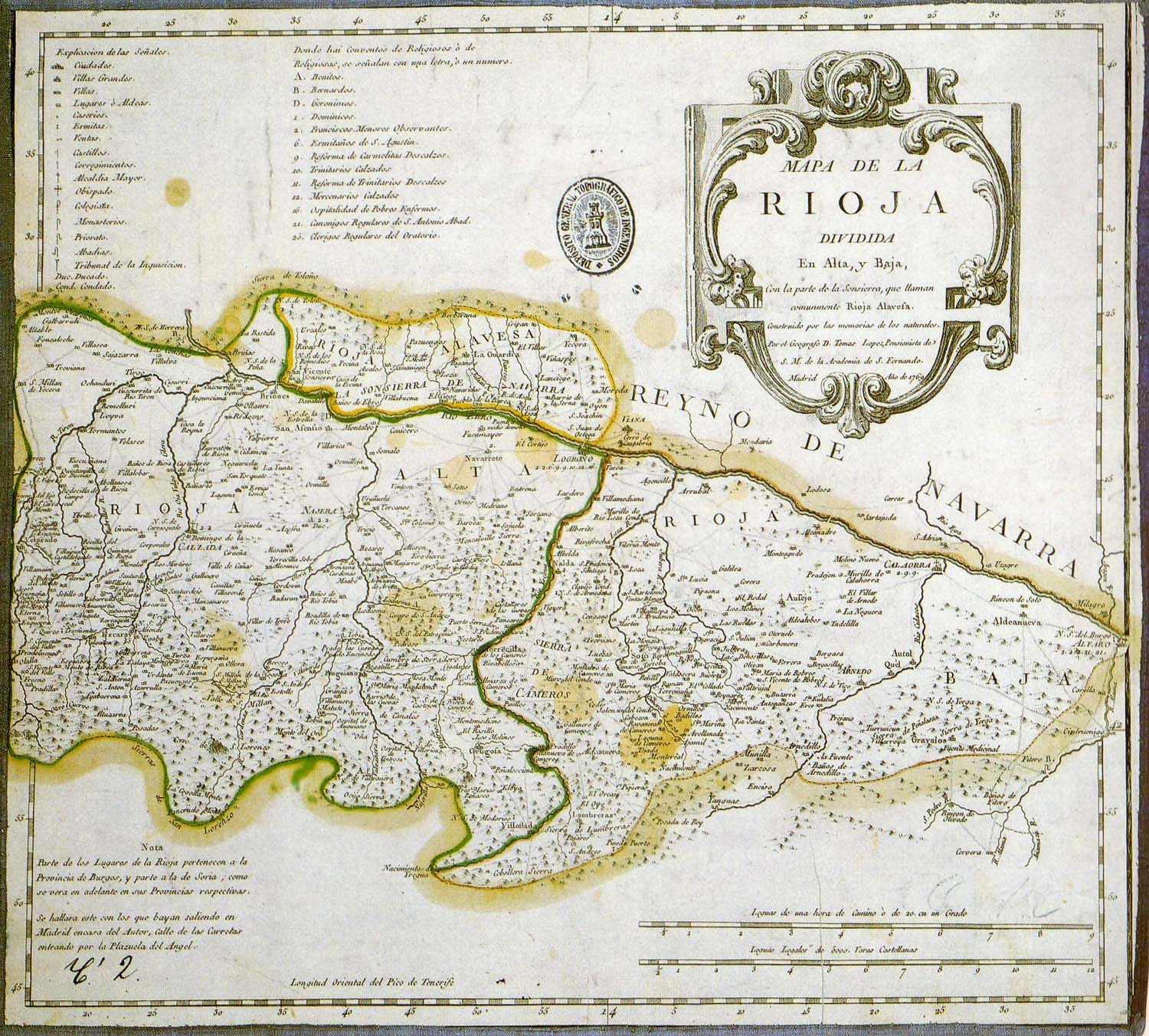
Karte der projektierten Provinz Rioja (1769)

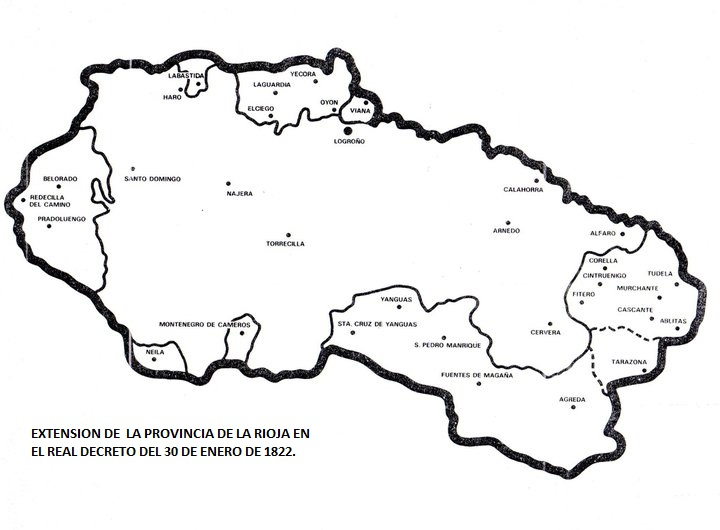
Provinz Logroño (1822) und ihre Verkleinerung (1833)

Die historische Provinz Logroño wurde im Zuge der Neuordnung des spanischen Territoriums in den Jahren 1822 bis 1833 geschaffen. Sie existierte bis in die 1980er Jahre.

## Geschichte
Das in seinen historischen Grenzen niemals exakt definierte Territorium der ehemaligen Provinz Logroño war jahrhundertelang Bestandteil der heutigen Provinzen Burgos (Rioja Alta) und Soria (Rioja Baja), doch bereits im 18. Jahrhundert gab es Überlegungen und Bestrebungen, das Gebiet der heutigen Rioja wegen seiner komplexen baskisch-navarresischen Geschichte einerseits und seiner wechselhaften Verbindungen zur kastilischen Geschichte andererseits zu einer eigenen Provinz zu machen; diese erhielten nach den Befreiungskriegen gegen die Franzosen (1812/13) neuen Aufschwung. Zu Beginn der 1820er Jahre entstand eine Bewegung zur „Wiederherstellung der territorialen Einheit der Rioja“ (Reunificación territorial de La Rioja). Am 15. Oktober 1821 beschlossen die Cortes die Schaffung einer neuen Provinz mit Namen Provincia de La Rioja; da jedoch alle spanischen Provinzen nach ihren Hauptstädten benannt waren, wurde der Name im Vorfeld der offiziellen Gründung am 27. Januar 1822 in Provincia de Logroño abgeändert.
Nach dem Ende der Franco-Zeit (1975) wurde die Provinz im Jahr 1980 in Provincia de la Rioja umbenannt. Seit 1982 ist La Rioja eine aus nur einer Provinz bestehende autonome Gemeinschaft mit eigenem Autonomiestatut innerhalb des spanischen Gesamtstaates.

## Grenzen
Die Grenzen der Provinz blieben nach ihrer Gründung in Teilen strittig (siehe Karte 2) und wurden erst im Jahr 1833 durch Francisco Javier de Burgos verkleinert und endgültig festgelegt. Die Nordgrenze der Provinz bildete im Wesentlichen der Ebro, die Südgrenze folgte im Wesentlichen dem Iberischen Gebirge; West- und (Süd-)Ostgrenze wurden stark verändert. Abgesehen von kleinen Korrekturen blieben die im Jahr 1833 festgelegten Grenzen – trotz anhaltender Unstimmigkeiten – bis heute bestehen.